# Demag AC 700
Der Demag AC 700 ist ein Geländehydraulikkran, der unter der Marke Terex und Demag auf den Markt kam. Inzwischen ist das produzierende Unternehmen in Zweibrücken ein Teil der japanischen Tadano-Group.

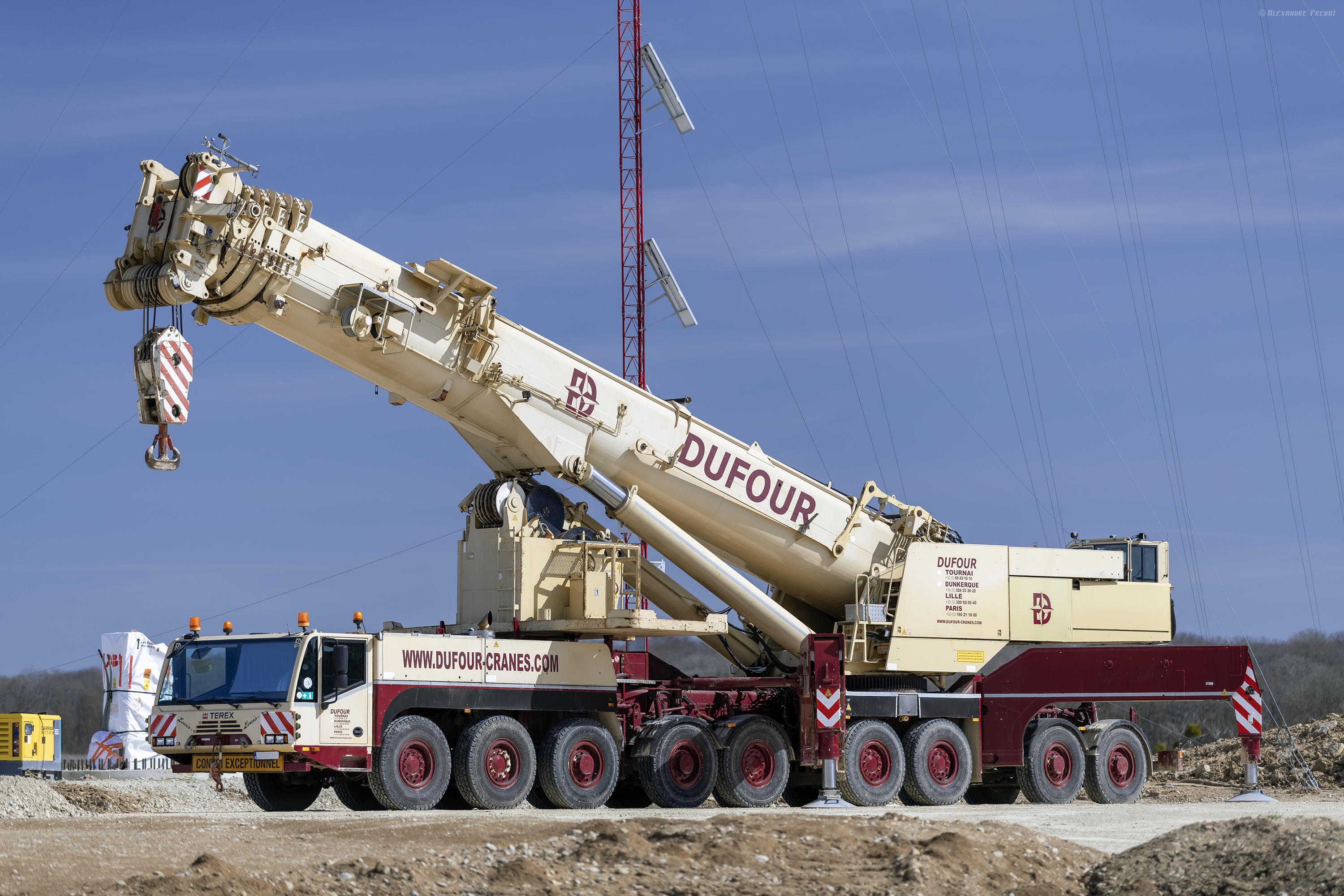
Demag AC 700

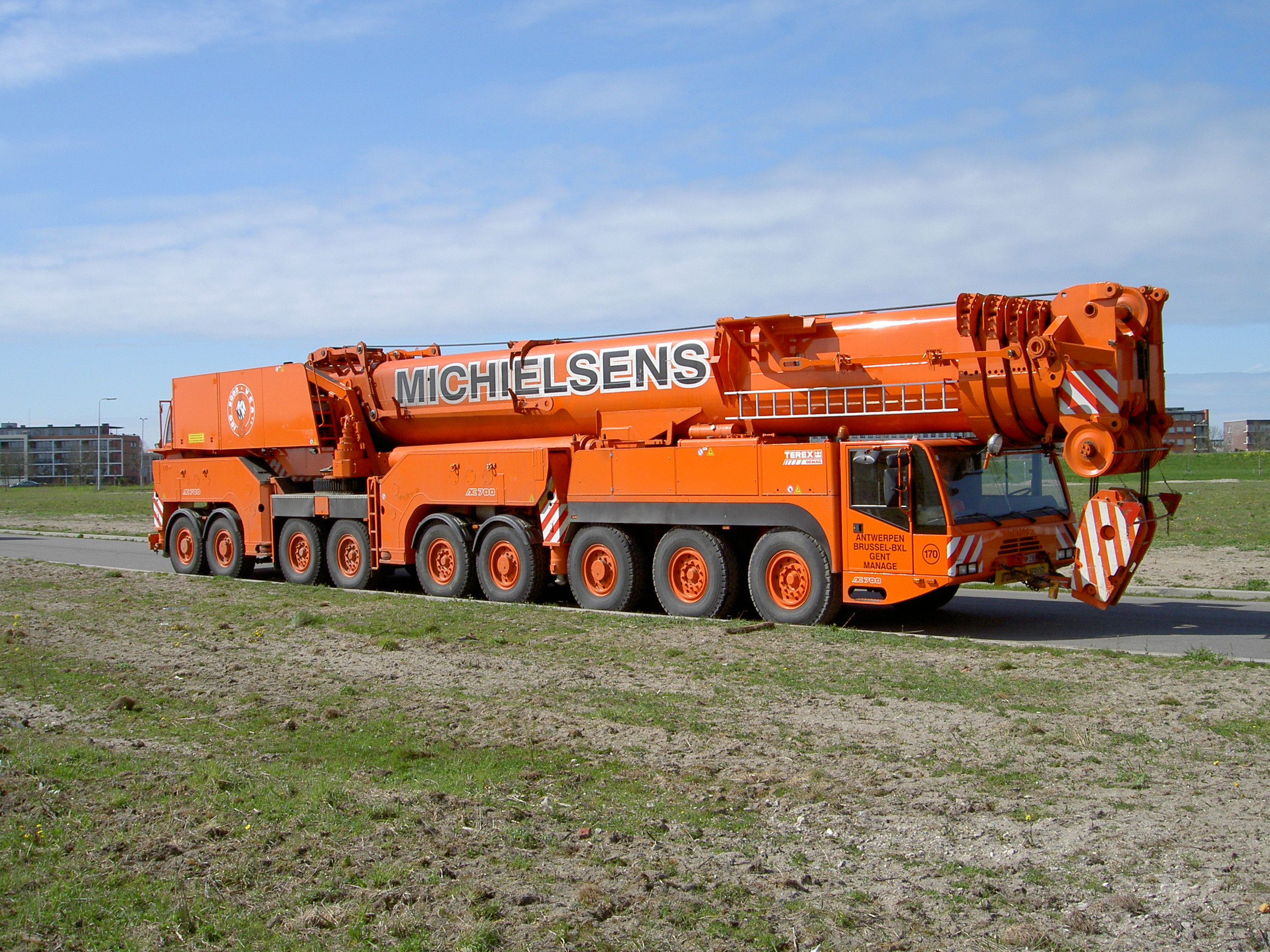
Demag AC 700 im Fahrbetrieb

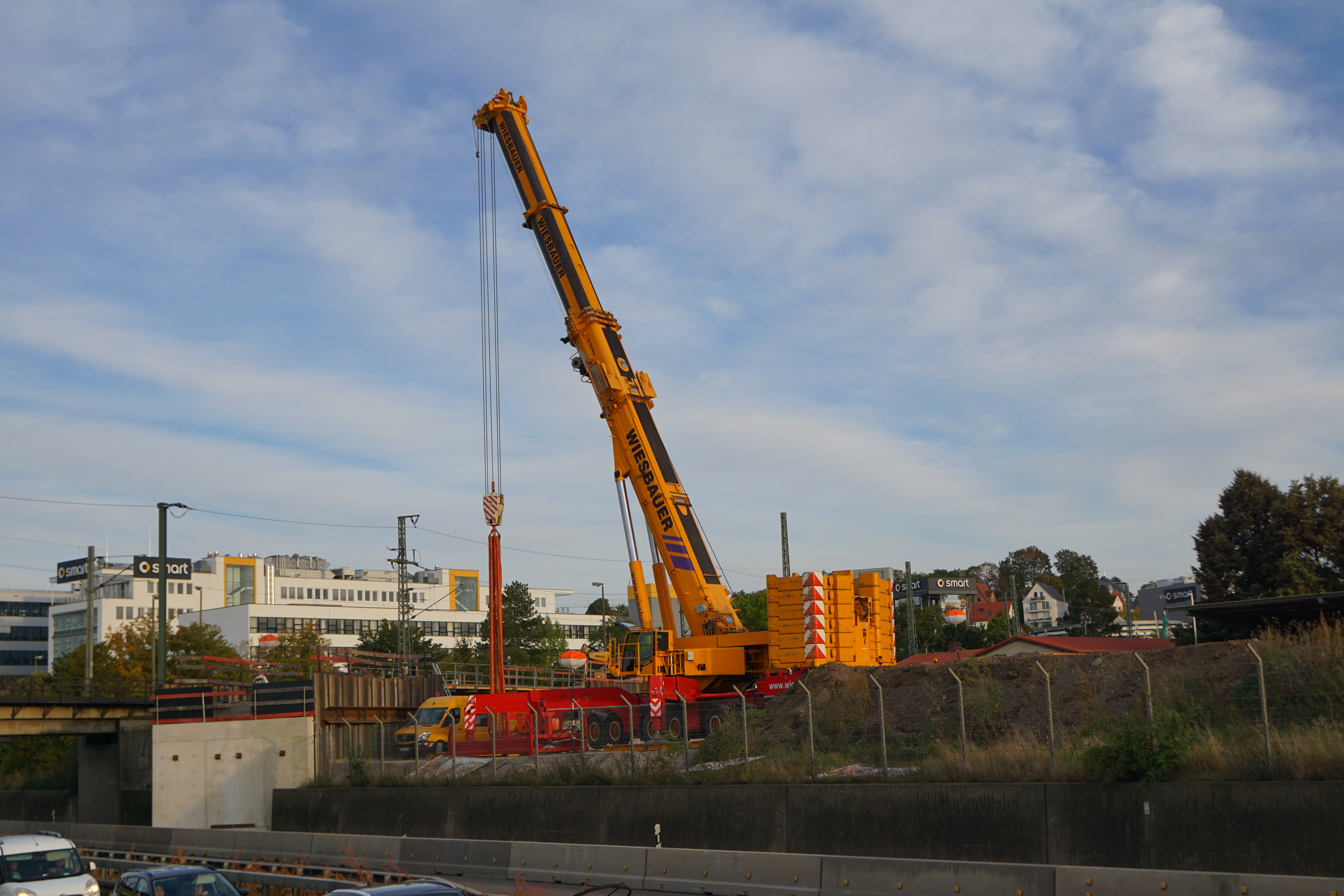
Demag AC 700 bei Brückenarbeiten an der A81 in Böblingen.

Der Kran hat im Fahrbetrieb eine Länge von 20,655 Meter, eine Höhe von 4 Meter und eine Breite 3 Meter. Das Gesamtgewicht von 108 Tonnen im Fahrbetrieb verteilt sich auf 9 Achsen mit einem maximalen Achsgewicht von 12 t. Die Achskonfiguration ist 18 × 8 × 16, die Achsen 3, 4, 8 und 9 sind angetrieben, die Achsen 1–5 und 7–9 sind lenkbar mit einer 2-Kreis-Hydro-Halbblocklenkung. Die Bereifung ist 18-fach mit 14.00-R 25 bzw. 385/95R25. Die Achsen der Stützen erreichen eine Spannweite von 12,630 Meter, die Abstützteller haben einen Durchmesser von 0,800 Meter.
Es gibt zwei separate Antriebe, einen für den Unterwagen mit dem Fahrzeugantrieb und einen für den Oberwagen für den Kranbetrieb.
Der Motor für den Unterwagen ist ein wassergekühlter 8-Zylinder DaimlerChrysler Dieselmotor OM 502 LA mit einer Leistung von 480 kW (653 PS) bei 1800 1/min, Drehmoment 2800 Nm bei 1200 1/min, und hat eine Zertifizierung nach EURO MOT 3a, Tier 3 und CARB. Der Unterwagen hat einen 650 Liter Dieseltank und das Fahrwerk ein automatisiertes ZF-TC-Tronic Getriebe von ZF Friedrichshafen mit zwölf Gängen.
Im Fahrbetrieb erreicht der Kran eine Geschwindigkeit von maximal 63 km/h.
Der Motor für den Oberwagen ist ein wassergekühlter 6-Zylinder DaimlerChrysler Dieselmotor OM 906 LA mit einer Leistung von 205 kW (279 PS) bei 2200 1/min, bei einem Drehmoment von 1100 Nm bei 1200–1600 1/min. Der Oberwagen hat einen eigenen Tank mit 300 Liter Fassung. Die Hydraulikanlage hat einen Antrieb über fünf Arbeitskreise, davon drei Hauptpumpen für unabhängige Steuerungen, eine Hilfspumpe für Nebenkreise und eine Steuerpumpe für die Servosteuerung. Der Kran hat eine Reihe von Sicherheitseinrichtungen wie Lastmomentbegrenzer, automatische Abschalteinrichtungen, Anzeigen für alle relevanten Größen und Betriebszustände, Anzeigen für die Traglastdiagramme und eine Windmesseinrichtung.
Das teilbare Gegengewicht hat 100 Tonnen und lässt sich zusätzlich um weitere 60 Tonnen aufrüsten, bis zu maximal 160 Tonnen Gegengewicht. Im Fahrbetrieb werden die Gegengewichte und die Hilfsausleger auf separaten Tiefladern transportiert.
Ohne Anbauten erreicht der Ausleger eine Hakenhöhe von 60 Metern. Es gibt verschiedene Hilfsausleger starr oder wippbar in unterschiedlichen Längen und Konfigurationen. Mit diesen Auslegern erreicht der Kran eine Höhe von bis zu 149,5 Metern.
Das nominale maximale Hubgewicht von 700 Tonnen erreicht der Kran nur nach hinten und in Konfiguration mit spezieller Ausrüstung, ohne Sonderausrüstung sind es 312 Tonnen.
Neuere Versionen des Krans können die Mittelachse Nr. 6 anheben und verfügen über einen Hundegang.

## Datenblätter
- Älteres Datenblatt von Cranenetwork
- Aktuelles Datenblatt Demag AC700-9